# Kamnaskires V
Kamnaskires V (fl. I secolo a.C.) è stato un re di Elimaide, conosciuto finora solo dalle sue monete.
La sequenza e l'identità dei governanti di Elimaide causa grandi difficoltà, come nel caso di questo governante.
Sul dritto delle sue monete appare il suo ritratto in stile partico, sul rovescio un busto e leggende pseudo-greche. Alcune monete sono datate al 36/35 a.C., anche se la lettura dell'anno è incerta ed è stato letto anche 58/59 d.C. Nel caso della prima data, c'è la possibilità che Kamnaskires IV, la cui ultima moneta datata dà l'anno 56/55 a.C., e Kamnaskires V siano la stessa persona.